# Czebotariowo
Czebotariowo (ros. Чеботарёво) – wieś (sieło) w Rosji, w obwodzie orenburskim, w rejonie kuwandyckim. W 2010 liczyła 517 mieszkańców.